# Ел Собранте (округ Риверсајд, Калифорнија)
Ел Собранте (енгл. El Sobrante, Riverside County) насељено је место без административног статуса у америчкој савезној држави Калифорнија.

## Демографија
По попису из 2010. године број становника је 12.723.
| Група             | 2000.    | 2010.         |
| Белци             | 0 (0,0%) | 5.521 (43,4%) |
| Афроамериканци    | 0 (0,0%) | 1.010 (7,9%)  |
| Азијати           | 0 (0,0%) | 2.240 (17,6%) |
| Хиспаноамериканци | 0 (0,0%) | 3.626 (28,5%) |
| Укупно            | 0        | 12.723        |